# Kanadische Badmintonmeisterschaft 1985
Die Kanadische Badmintonmeisterschaft 1985 fand Anfang Dezember 1985 in Calgary statt.

## Medaillengewinner
| Disziplin    | Gold                            | Silber                         | Bronze                          |
| ------------ | ------------------------------- | ------------------------------ | ------------------------------- |
| Herreneinzel | Mike Butler                     | John Goss                      | Ken Poole                       |
| Herreneinzel | Mike Butler                     | John Goss                      | Jamie Marks                     |
| Dameneinzel  | Claire Sharpe                   | Denyse Julien                  | Linda Cloutier                  |
| Dameneinzel  | Claire Sharpe                   | Denyse Julien                  | Claire Allison                  |
| Herrendoppel | Mike deBelle Mike Bitten        | Ken Poole Mike Butler          | Steve Johnston Ian Johnston     |
| Herrendoppel | Mike deBelle Mike Bitten        | Ken Poole Mike Butler          | Ron Anderson Eric Torstensen    |
| Damendoppel  | Johanne Falardeau Denyse Julien | Claire Sharpe Sandra Skillings | Doris Piché Chantal Jobin       |
| Damendoppel  | Johanne Falardeau Denyse Julien | Claire Sharpe Sandra Skillings | Sandra Stapleton Linda Cloutier |
| Mixed        | Ken Poole Chantal Jobin         | Jamie Marks Linda Cloutier     | Steve Johnston Nancy Little     |
| Mixed        | Ken Poole Chantal Jobin         | Jamie Marks Linda Cloutier     | Bob MacDougall Denyse Julien    |

## Finalresultate
| Disziplin    | Sieger                          | Finalist                          | Ergebnis         |
| ------------ | ------------------------------- | --------------------------------- | ---------------- |
| Herreneinzel | Mike Butler                     | John Goss                         | 15-6, 8-15, 15-8 |
| Dameneinzel  | Claire Sharpe                   | Denyse Julien                     | 11-8, 11-1       |
| Herrendoppel | Mike deBelle Mike Bitten        | Ken Poole Mike Butler             |                  |
| Damendoppel  | Johanne Falardeau Denyse Julien | Claire Backhouse Sandra Skillings |                  |
| Mixed        | Ken Poole Chantal Jobin         | Jamie Marks Linda Cloutier        |                  |